# Waisenhaus (Hamburg)

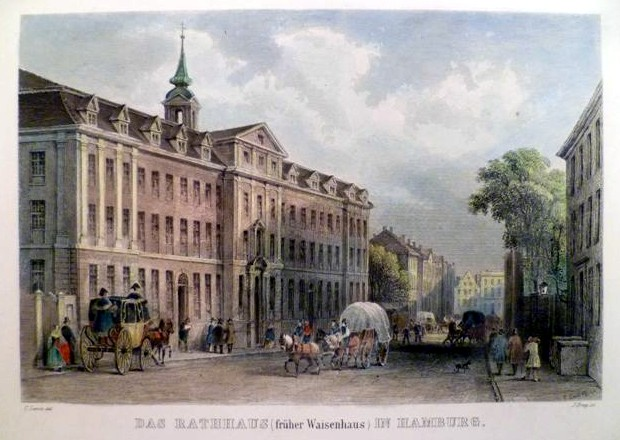
Das „alte“ Waisenhaus, nach dem Hamburger Brand zeitweilig als Rathaus genutzt (Ansicht um 1855)

Das „neue“ Waisenhaus auf der Uhlenhorst, erbaut von Albert Erbe (Foto um 1900)

Das Waisenhaus in Hamburg war eine Wohnstätte für verwaiste Kinder im Alter zwischen vier und zehn Jahren. Es wurde 1604 gegründet, 1943 zerstört und nach dem Zweiten Weltkrieg nicht wieder aufgebaut.

## Geschichte
Das Waisenhaus geht zurück auf eine Stiftung vom 17. März 1597 durch Gillis de Greve und den Kämmereibürger Simon von Petkum, Mitglieder des Hamburger Rats und der Erbgesessenen Bürgerschaft. Es wurde nach der Pestwelle 1596/1597 für verwaiste eheliche Kinder im Alter zwischen vier und zehn Jahren gestiftet und von drei Ratsmitgliedern und acht Vorstehern verwaltet. Für den Bau wurde die alte baufällige Kapelle Sunte Maria to'm Schare am Binnenhafen gegenüber dem Ausgang des Rödingsmarkts hergegeben. Auf diesem Platze erstand 1604 das neue Gebäude, über dessen Kapelle sich 1609 ein kleiner Glockenturm erhob; 1626 wurde dann noch eine Kirche angebaut.
1779 zwang die Baufälligkeit des Hauses, die einen Einsturz befürchten ließ, zur Errichtung eines neuen durch Johannes Kopp in der Admiralitätstraße, das am 14. Juli 1785 eingeweiht wurde und seit 1842 als Rathaus diente. Das alte Gebäude wurde Schul- und Arbeitshaus der Armenanstalt, bis es 1801 abgebrochen wurde. An dasselbe erinnerte noch der Straßenname „Beim alten Waisenhause“.
1858 erfolgte eine Verlegung an die Averhoffstraße auf der Uhlenhorst. 1908 erhielt das Waisenhaus auf der Uhlenhorst einen Neubau von Albert Erbe, der 1915/18 um ein von Fritz Schumacher erbautes Kleinkinderhaus erweitert wurde. 1922 betreuten dort, sowie in Kinderheimen in Langenhorn und Garstedt, 200 Angestellte 1.250 Kinder. Nach der Zerstörung des Dachstuhls 1943 wurde das Waisenhaus nicht neu aufgebaut. Das Gebäude selbst wurde 1955/56 wieder aufgebaut, allerdings mit einem Flachdach und einem zusätzlichen Stockwerk. Heute dient es als Wohngebäude.
Ab 1863 übernahm ein Vorstand, bestehend aus zwei Ratsmitgliedern und sechs Mitgliedern der Bürgerschaft, die Verwaltung. 1892 wurde die Waisenpflege in Hamburg dem Waisenhauskollegium übergeben. Das Vermögen der Stiftung bestand aus Vermächtnissen, Schenkungen und Sammlungen. 1646 wurden dort rund 700 Kinder betreut.
Zwischen 1633 und 1876 wurde das Volksfest Waisengrün gefeiert und dabei Spenden für das Waisenhaus gesammelt.